# Kościół św. Anny w Katowicach
Kościół świętej Anny – rzymskokatolicki kościół parafialny parafii św. Anny w Katowicach. Znajduje się on na terenie dzielnicy Janów-Nikiszowiec, w centralnej części zabytkowego osiedla Nikiszowiec, przy placu Wyzwolenia. Neobarokowy kościół został poświęcony 23 października 1927 roku, a architektami świątyni są Emil i Georg Zillmannowie.

## Historia

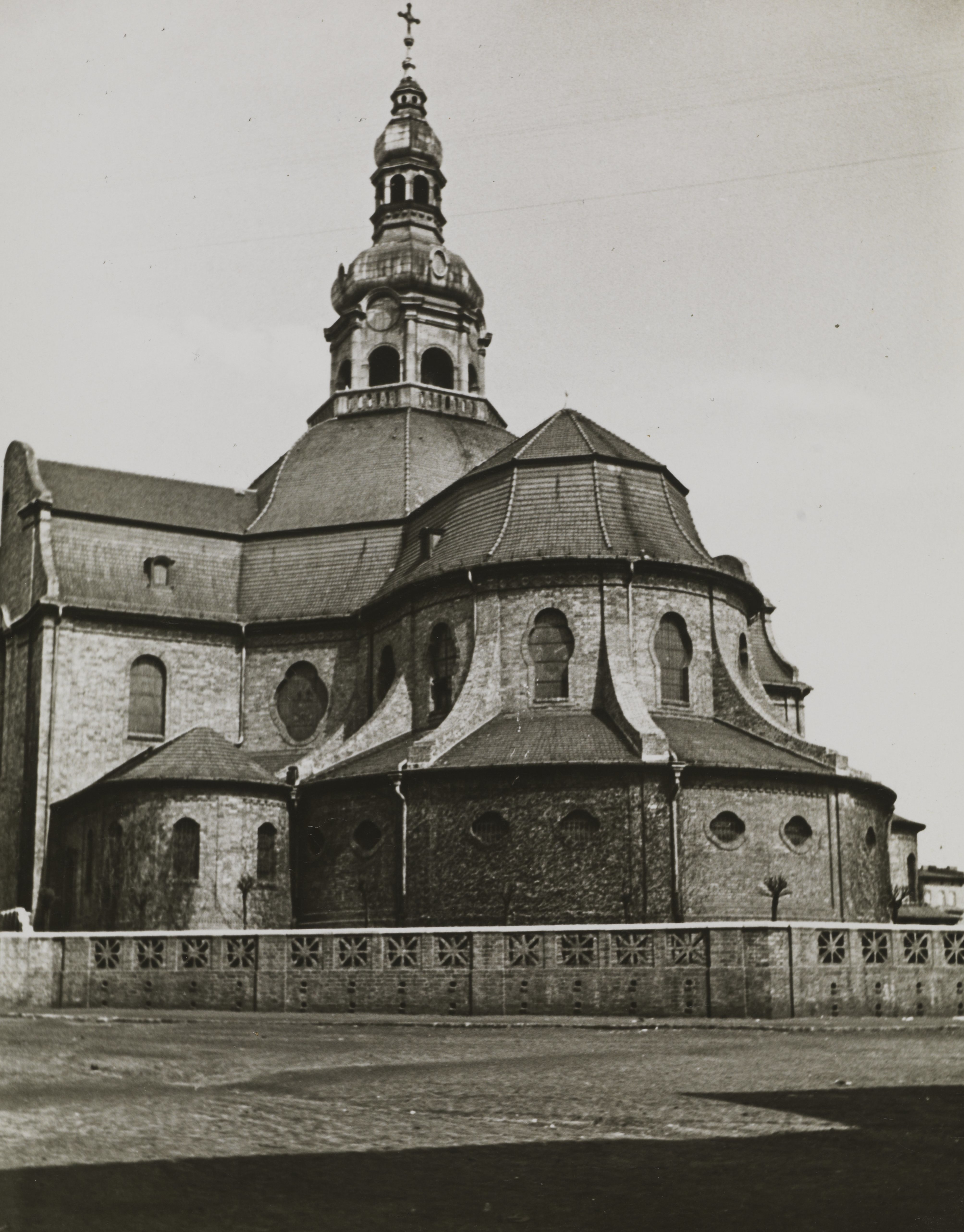
Kościół w latach międzywojennych

Mieszkańcy Janowa pierwotnie przynależeli do parafii Najświętszego Serca Pana Jezusa w Mysłowicach, lecz kościół parafialny był dosyć znacznie oddalony, dlatego w tym celu od czerwca 1901 roku kwestowano na rzecz budowy nowego kościoła. W 1902 roku związano w Janowie Towarzystwo Katolickich Obywateli. W latach 1905–1908 proboszcz mysłowicki – ks. Klaszka angażował spotkania ze spółką Georg von Giesches Erben celem przygotowania gruntu pod budowę kościoła i otrzymania subwencji. Spółka ta pierwotnie przekazała teren o powierzchni 0,77 ha, na której mógł stanąć jedynie lekki kościół. Opracowanie wstępnego projektu zlecono Ludwigowi Schneiderowi. Świątynia ta miała pomieścić 3600 osób i być zbudowana prawdopodobnie w stylu gotyku ceglanego.
Z uwagi na przyrost mieszkańców spowodowany powstaniem nowych osiedli – Giszowca i Nikiszowca, spółka Georg von Giesches Erben postanowiła, że wspomoże w budowie kościoła pod warunkiem, że zostanie on zlokalizowany na nowym osiedlu – w Nikiszowcu, a projektantami mieli zostać Zillmannowie, którzy zaprojektowali również całe osiedle. Te oraz inne postanowienia ustalono na posiedzeniu 2 lutego 1909 roku.
W dniu 1 sierpnia 1912 roku została erygowana parafia w Janowie. Budowa nowej świątyni rozpoczęła się w dniu 6 maja 1914 roku. Prace murarskie i ciesielskie zostały wykonane przez budowniczego Antoniego Krafczyka z Mysłowic. Kamień węgielny został położony 5 lipca 1914 roku. Poświęcił go ks. dziekan Wiktor Schmidt z Katowic. Przez miesiąc mury zostały doprowadzone do 3 metrów wysokości. Wybuch I wojny światowej przerwał budowę świątyni.
Po zakończeniu wojny, w 1918 roku natychmiast przystąpiono do dalszych prac budowlanych. Po kolejnych dwóch przerwach, w 1921 roku zostało dokończone wznoszenie murów, a także wykonano wieże. W 1925 roku ks. Paweł Dudek wyjechał do Monachium i Ratyzbony celem osobistego odbioru ołtarza i okien do budowanego kościoła. W tym samym okresie Sejm Śląski przydzielił pożyczkę parafii na cel budowy kościoła.
W 1925 roku Franciszek Rozkoszny − katowicki budowniczy, wykonał sklepienie kościoła. Konstrukcja żelazna kopuły i dachu została wykonana przez przedsiębiorstwo Zjednoczone Huty Królewska i Laura. W dniu 23 października 1927 roku ks. bp Arkadiusz Lisiecki poświęcił nową świątynię. Fundatorami budowy świątyni była kopalnia Giesche (obecnie Wieczorek) oraz wierni z Janowa i Nikiszowca.

## Architektura i wyposażenie

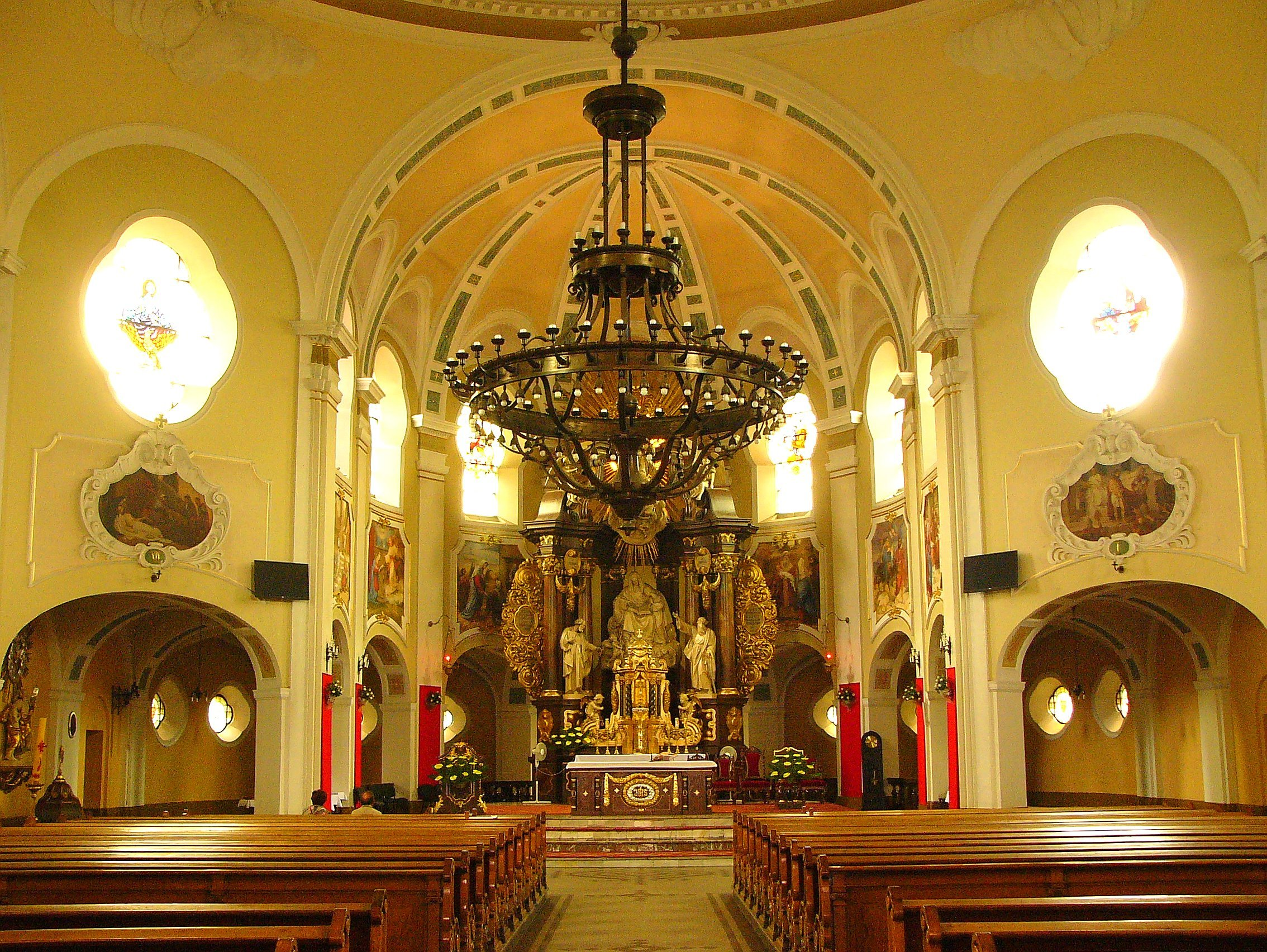
Widok na ołtarz główny; na pierwszym planie żyrandol zaprojektowany przez Zillmannów

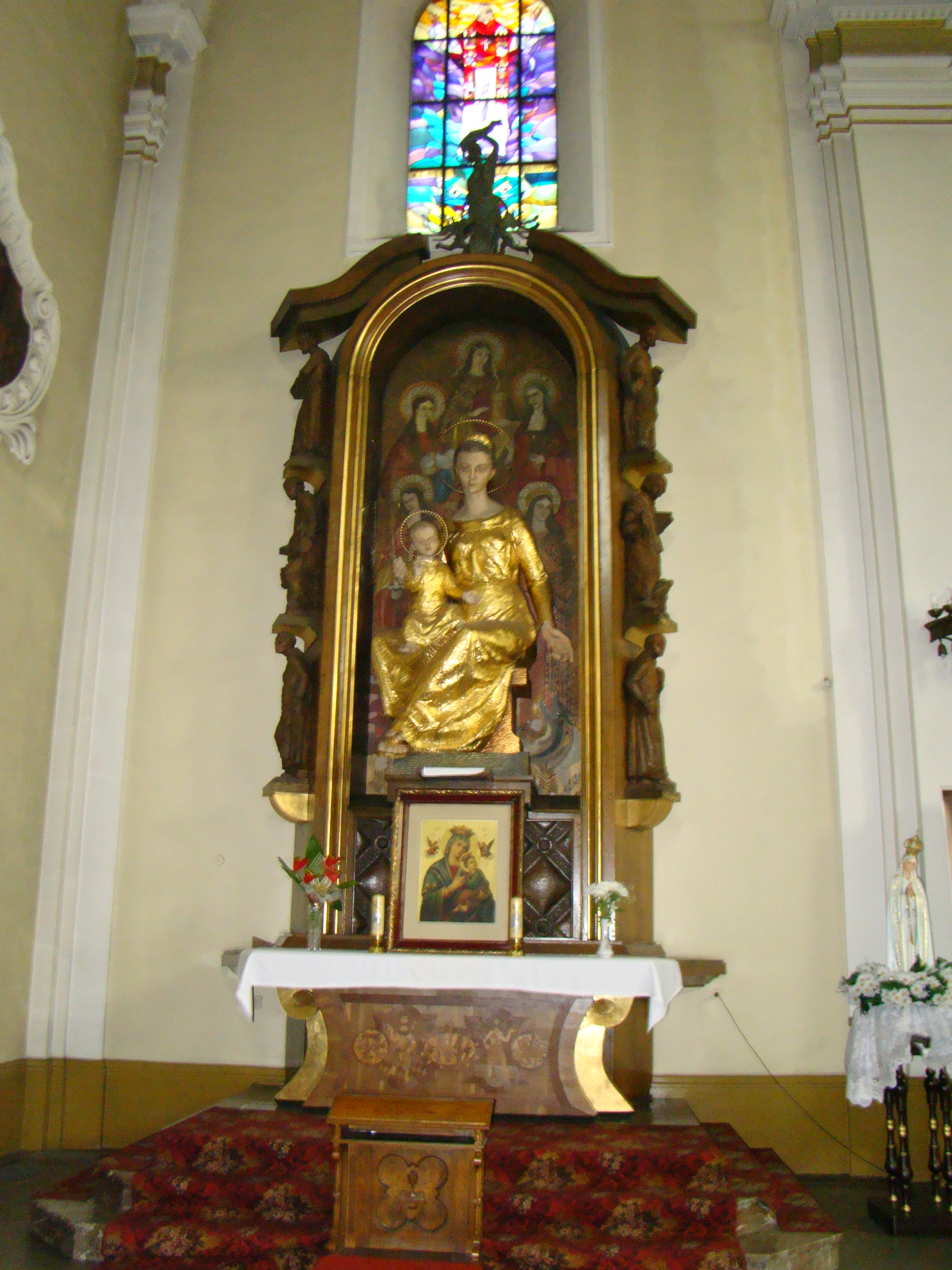
Ołtarz Matki Boskiej, ufundowany przez parafian w 1956 roku

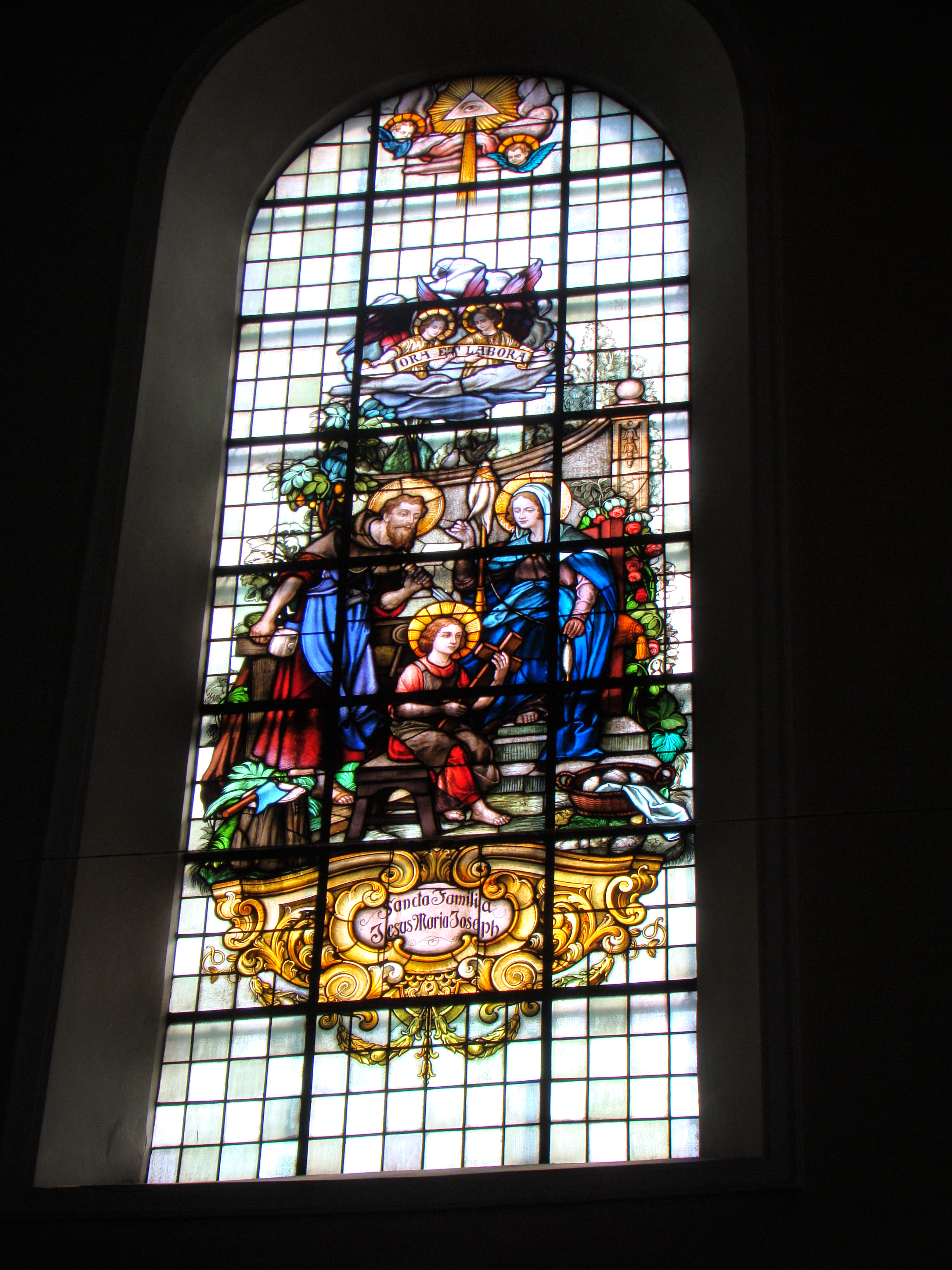
Jeden z witraży kościoła widoczny od wewnątrz (2014)

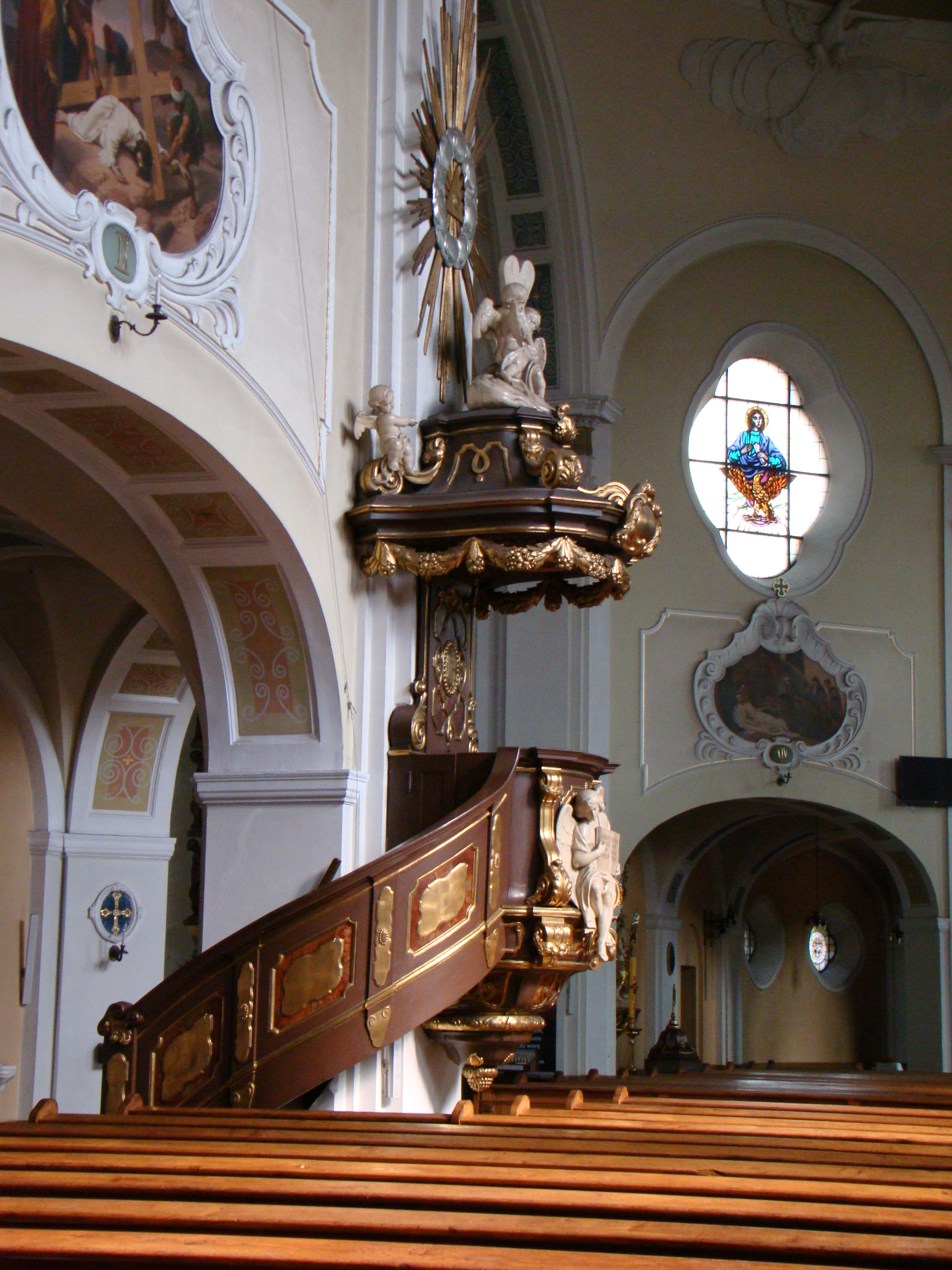
Ambona wewnątrz kościoła (2014)

Świątynia została zaprojektowana przez Emila i Georga Zillmannów z Berlina-Charlottenburga. Neobarokowa świątynia została poświęcona 23 października 1927 roku. Wymiary świątyni są następujące: długość 69,5 m, szerokość transeptu 40 m, wysokość 17 m (w kopule 25 m), wysokość wieży 55 m, natomiast powierzchnia kościoła wynosi około 2500 m².
Kościół posiada elewację z cegły licówki. Na fasadzie znajdują się dwie wieże. Centralna część fasady jest wygięta łukiem do przodu. Korpus kościoła jest bazylikowy, o bardzo niskich i wąskich nawach bocznych z transeptem. Prezbiterium świątyni jest absydalne. Na skrzyżowaniu naw zlokalizowana jest kopuła o obniżonej czaszy z wysoką latarnią-wieżą. Sufit kościoła wykonano częściowo ze sklepienia beczkowego, a częściowo krzyżowego.
Ołtarz główny w kościele został wykonany przez Georga Schreinera. Nad nawą wisi neobarokowy żyrandol z brązu, zaprojektowany przez Zillmannów. W oknach wstawione witraże są autorstwa Georga Schneidera z Ratyzbony, a stacje drogi krzyżowe namalowane na metalowych płytach wykonał Otto Kowalewski z Katowic.
W 1928 roku poświęcono pięć dzwonów dla kościoła, z czego cztery zostały w czasie II wojny światowej zarekwirowane przez Niemców. Pozostał ten najmniejszy, który nosi imię św. Anny. W 1977 roku powieszono dwa nowe dzwony o wadze 1400 i 2080 kg, wykonane w Odlewni dzwonów Eugeniusza Felczyńskiego.
We wnętrzu kościoła w 1967 roku odsłonięto tablicę upamiętniającą pierwszego proboszcza ks. Pawła Dudka.

## Organy
Organy w kościele pochodzą z 1927 roku. Zostały one wykonane przez firmę braci Rieger z Karniowa. Mają one 5350 piszczałek. W 1981 roku Zdzisław Zasada dokonał kapitalnego remontu organów. Na organach grało wielu wybitnych muzyków, w tym Joachim Grubich, Julian Gembalski czy Jerzy Erdmann. W roku 1987 została nagrana na tym instrumencie płyta winylowa, na której Jerzy Erdman wykonał utwory Feliksa Nowowiejskiego, który sam w 1932 roku wizytował tenże instrument.
Dyspozycja instrumentu:
| Manuał I               | Manuał II                  | Manuał III              | Pedał                 |
| ---------------------- | -------------------------- | ----------------------- | --------------------- |
| 1. Mixtur 5-6 fach     | 1. Quintaton 16'           | 1. Mixtur 4 fach        | 1. Untersatz 32'      |
| 2. Raush-Quinte 2 fach | 2. Clarinette 8'           | 2. Scharff 3 fach       | 2. Posaune 16'        |
| 3. Cornett 3-5 fach    | 3. Vox humana 8'           | 3. Flageolette 2'       | 3. Principalbass 16'  |
| 4. Oktave 2'           | 4. Geigen-Principal 8'     | 4. Flute amabile 4'     | 4. Violonbass 16'     |
| 5. Quinte 5 1/3'       | 5. Gems-horn 8'            | 5. Fugara 4'            | 5. Subbas 16'         |
| 6. Rohrflote 4'        | 6. Gamba 8'                | 6. Gemshorn 4'          | 6. Contrabass 16'     |
| 7. Flute Octaviante 4' | 7. Salicional 8'           | 7. Clairon harm. 4'     | 7. Echo-Bass 16'      |
| 8. Viola 4'            | 8. Unda maris 8'           | 8. Lieblich Gedeckt 8'  | 8. Quint-Bass 10 2/3' |
| 9. Oktave 4'           | 9. Konzertflote 8'         | 9. Portunal Flote 8'    | 9. Trompete 8'        |
| 10. Gedeckt 8'         | 10. Traversflote 8'        | 10. Fern Flote 8'       | 10. Oktavbass 8'      |
| 11. Flute harmon. 8'   | 11. Rohrflote 8'           | 11. Nachthorn 8'        | 11. Violoncello 8'    |
| 12. Hohlflote 8'       | 12. Regal 4'               | 12. Vox Coelestis 8'    | 12. Gedecktbass 8'    |
| 13. Quintaton 8'       | 13. Principal 4'           | 13. Aeoline 8'          | 13. Bassflöte 8'      |
| 14. Dolce 8'           | 14. Viola d'amour 4'       | 14. Violine 8'          | 14. Dolce 8'          |
| 15. Fugara 8'          | 15. Flauto dolce 4'        | 15. Horn Principal 8'   | 15. Clairon 4'        |
| 16. Principal 8'       | 16. Nassard 2 2/3'         | 16. Trompete harmon. 8' | 16. Oktave 4'         |
| 17. Trompete 8'        | 17. Piccolo 2'             | 17. Oboe 8'             | 17. Flöte 4'          |
| 18. Bourdon 16'        | 18. Sesqui-altera 2 fach   | 18. Tuba mirabilis 8'   |                       |
| 19. Principal 16'      | 19. Harmon. aethera 4 fach | 19. Dulciana 16'        |                       |
|                        |                            | 20. Lieblich Gedeckt 16 |                       |